# Ґлоґовські

Ґлоґовські гербу Ґжимала — польський шляхетський рід. Був представлений у Мазовії, частина представників переселилася до Руського воєводства.

## Представники
- Павел (?—1570) — декан плоцький (РКЦ), в Плоцьку був його надгробок
- Кшиштоф — войський черський
- Миколай — підчаший новогрудський
- Зиґмунт — чесник новогрудський, підчаший бузький, дружина — Дорота Убиш, мали доньку та 7 синів
  - Самуель
  - Антоній — стольник белзький
    - Зиґмунт

  - Миколай — ловчий белзький, 5-й син, дружини: Глушинська, Вибрановська
    - Ян — син Миколая та Вибрановської, архидиякон львівський, канонік холмський

  - Ян — хорунжий інфляндський, дружина — Софія Гошовська
    - Казімєж
- Францішек — полковник, воював під командуванням Миколая-Єроніма Сенявського; дружина — Тереза Стадніцька, белзька підстолянка
- Станіслав, дружина — донька белзького хорунжого Януша Белжецького, дітей не мали
- Францішек — староста кшивецький (пол. krzywiecki), 1771 року записав для вшанування ікони Христа Милятинського (РКЦ) відсотки від 50000 злотих[1]
- Єжи — художник, архітектор, етнограф.
- Вільгельміна — дружина графа Станіслава Рея (1833—1873), власниця маєтку в Псарах.[2]